# Leskeodontopsis pustulata
Leskeodontopsis pustulata là một loài rêu trong họ Daltoniaceae. Loài này được Zanten mô tả khoa học đầu tiên năm 1964.